# Maschinenbau Kiel

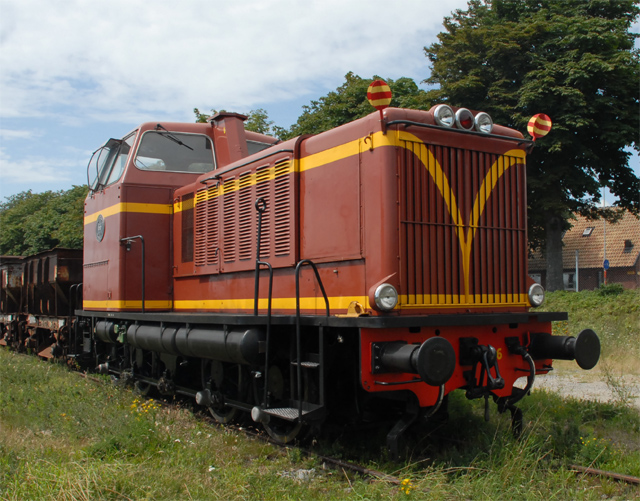
Ett diesellok av modellen MaK D800, den svenska typen Statens Järnvägar T21, i tjänst vid Skånska Järnvägar (SKJ) i Brösarp.

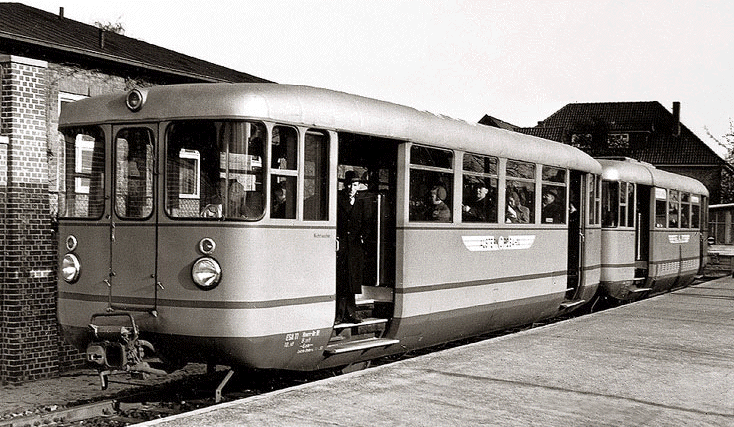
Ackumulatordrivet motorvagnståg i Ochsenzoll, i trafik på Alsternordbahn i Schleswig-Holstein 1953–1967.

Maschinenbau Kiel GmbH var ett tyskt mekaniskt verkstadsföretag i Kiel, som tillverkade dieselmotorer för fartyg, diesellokomotiv, dieselmotorvagnar och bandfordon under varumärket MaK.
Maschinenbau Kiel har sina rötter i Deutsche Werke, som grundades 1925 på basis av en sammanlagning av Kaiserliche Werft Kiel och andra skeppsvarv i Kiel . Detta var en följd av Versaillesfördraget efter första världskriget,vilket framtvingade en minskning av den tyska krigsindustrin. Företaget ägdes av staten och hade huvudkontor i Berlin.
Deutsche Werke började med att tillverka handelsfartyg, men efter nazisternas maktövertagande 1933 övergick det till örlogsfartyg. Därutöver tillverkade Deutsche Werke också handeldvapen, bland annat så kallade Ortgies-pistoler, utvecklade av Heinrich Ortgies, som var särskilt populära i USA. 
Deutsche Werkes fabriksområde i Kiel förstördes av flygbombningar under andra världskriget. Delar av företaget reorganiserades som Maschinenbau Kiel.
År 1955 köptes varvet av Howaldtswerke. Krigsmaterialproduktionen såldes 1990 till Rheinmetall, lokomotivtillverkningen 1992 till Kruppkoncernen och motortillverkningen 1997 till Caterpillar. Lokomotivtillverkingen såldes 1994 vidare till Siemens samt ytterligare vidare 1998 till Vossloh. Både motorer och lokomotiv tillverkas fortsättningsvis i Kiel, lokomotiven under namnet Vossloh Locomotives GmbH, medan motorerna fortsatt utnyttjar varumärket MaK.

## Lokomotiv i Sverige
SJ köpte i mitten av 1950-talet lokomotiv från Maschinenbau Kiel av modellen MaK 800 för att ersätta ånglok på sidolinjer. Beställningen omfattade 56 lok, varav 10 skulle byggas på licens i Sverige av ASJ i Falun. Dessa 
T21-lok användes in på 1990-talet både som växellok och som linjelok. Loken trafikerade i stort sett hela landet, men trafiken var särskilt tät med denna loktyp i trakterna kring Nässjö och Kristinehamn. Också Nora Bergslags Järnväg köpte fyra lok av samma typ som T21.